# Manuel Centurión
Manuel Centurión (Puebla, 1883-Ciudad de México, 1952) fue un escultor mexicano. Participante de la renovación escultórica de inicios del siglo XX en México junto a otros artistas como Ignacio Asúnsolo, José María Fernández Urbina y Fidias Elizondo.
Fue parte de una familia de canteros del estado de Puebla y estudió en la Academia de San Carlos. Participó en la Revolución mexicana, en donde consiguió el grado de coronel. Su propuesta se enmarcó dentro del academicismo escutórico, realizando dicha labor con calidad, caracterizándose por la búsqueda de un discurso nacional en la hechura de su arte.
Realizó diversos frisos y relieves de estilo neoclásico en la sede del Banco de México incluido el que permanece en su emblemática fachada, cuando Carlos Obregón Santacilia hizo una remodelación en 1925, y se encargó de algunos conjuntos escultóricos del primer patio de la nueva sede de la Secretaría de Educación, en el edificio indicado por José Vasconcelos para dicho fin. En el primer piso realizó unas alegorías escultóricas de México, España, India y Grecia y en el segundo otros relieves alusivos a las artes.  Entre 1925 y 1929 el arquitecto Manuel Ortiz Monasterio construyó la nueva sede de la Tesorería General de la Federación en un patio del Palacio Nacional. En el Salón Guillermo Prieto de dicho edificio Manuel Centurión realizó diversos relieves de estilo art déco.
Realizó obras con temas prehispánicos bajo una estética puramente art déco como la realizada en el nuevo edificio de la nueva secretaria de Salubridad, junto al Bosque de Chapultepec, en donde Carlos Obregón Santacilia construyó de 1925 a 1929 el nuevo recinto. Ahí Centurión realizó el escudo principal de la fachada, unos mascarones en la fachada simbolizando a los huastecos, nahuas, olmecas y zapotecas, dos esculturas de Eduardo Liceaga y Ángel Gaviño así como la decoración de una escalinata.
En la antigua estación de bomberos de la Ciudad de México, hoy Museo de Arte Popular, realizó unos relieves en piedra volcánica alusivos al dios Tláloc, aún preservados.
En Monterrey, en la década de los 40, realizó dos esculturas en la Escuela Primaria Presidente Calles, ubicada en la avenida Madero, Dichas esculturas son una alegoría a un obrero y un campesino, talladas en roca volcánica sobre pedestales de granito vaciado.
En 1946 realizó una escultura ecuestre de Simón Bolívar, la cual tenía como destino ser colocada en la entrada del Bosque de Chapultepec. Fue retirada por las obras de construcción del Circuito Interior y colocada en una bodega. Una comisión ciudadana de Nuevo Laredo, Tamaulipas, pidió al entonces presidente Luis Echeverría la donación de la escultura para su ciudad, lo que se realizó en 1976.

## Galería

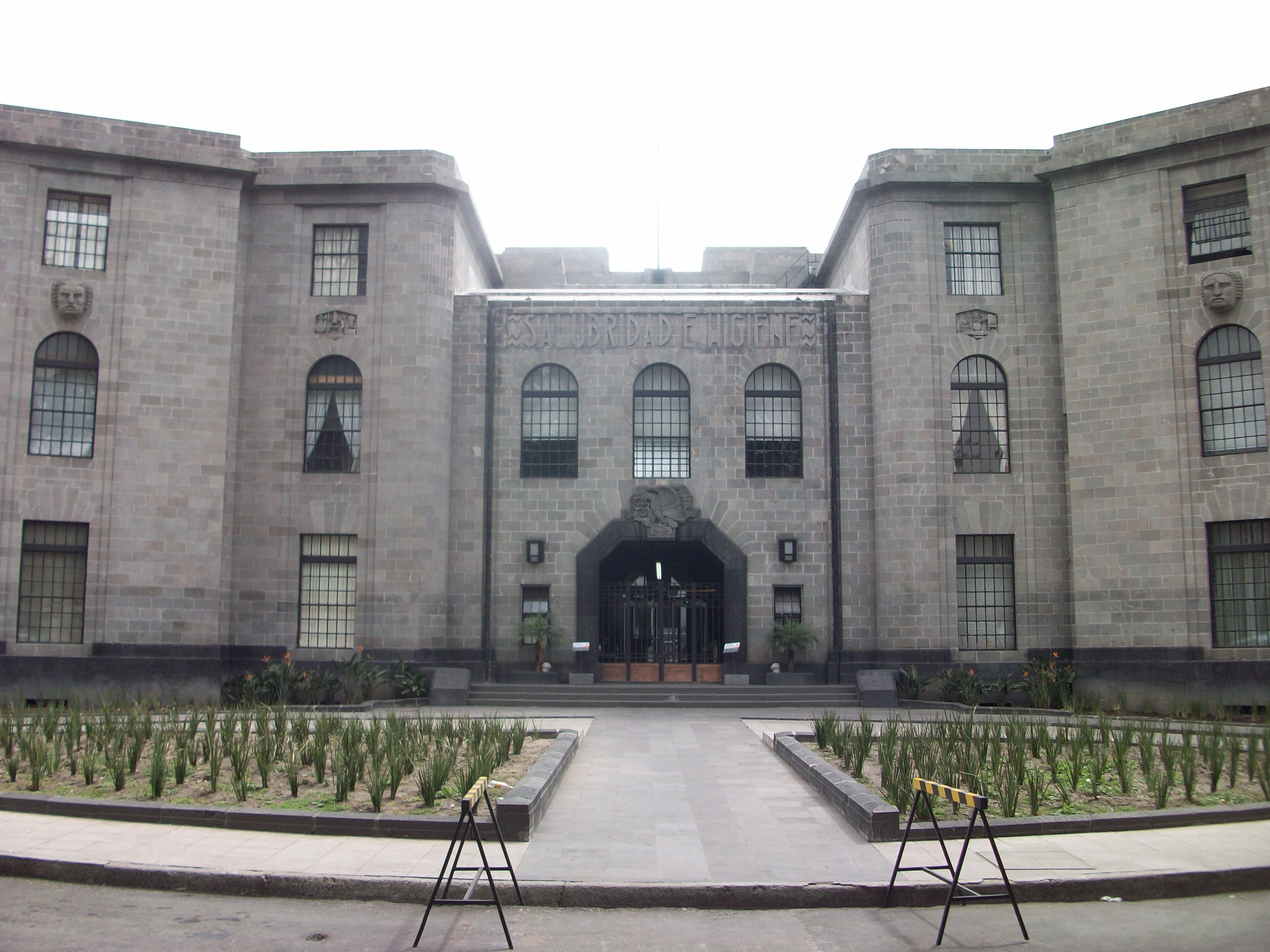
Fachada de la Secretaría de Salubridad e Higiene con relieves y esculturas de Centurión
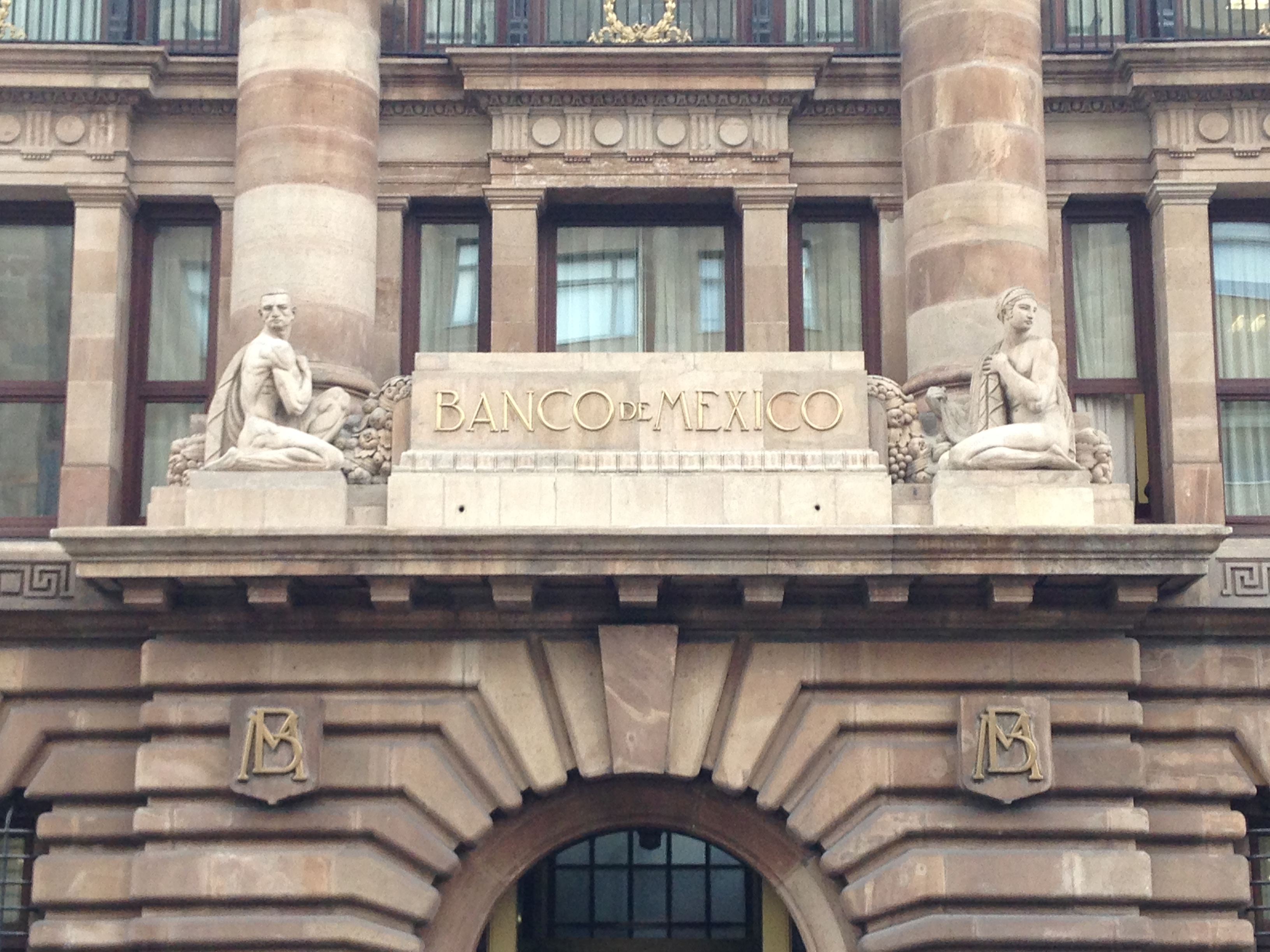
Detalle de la fachada del Banco de México
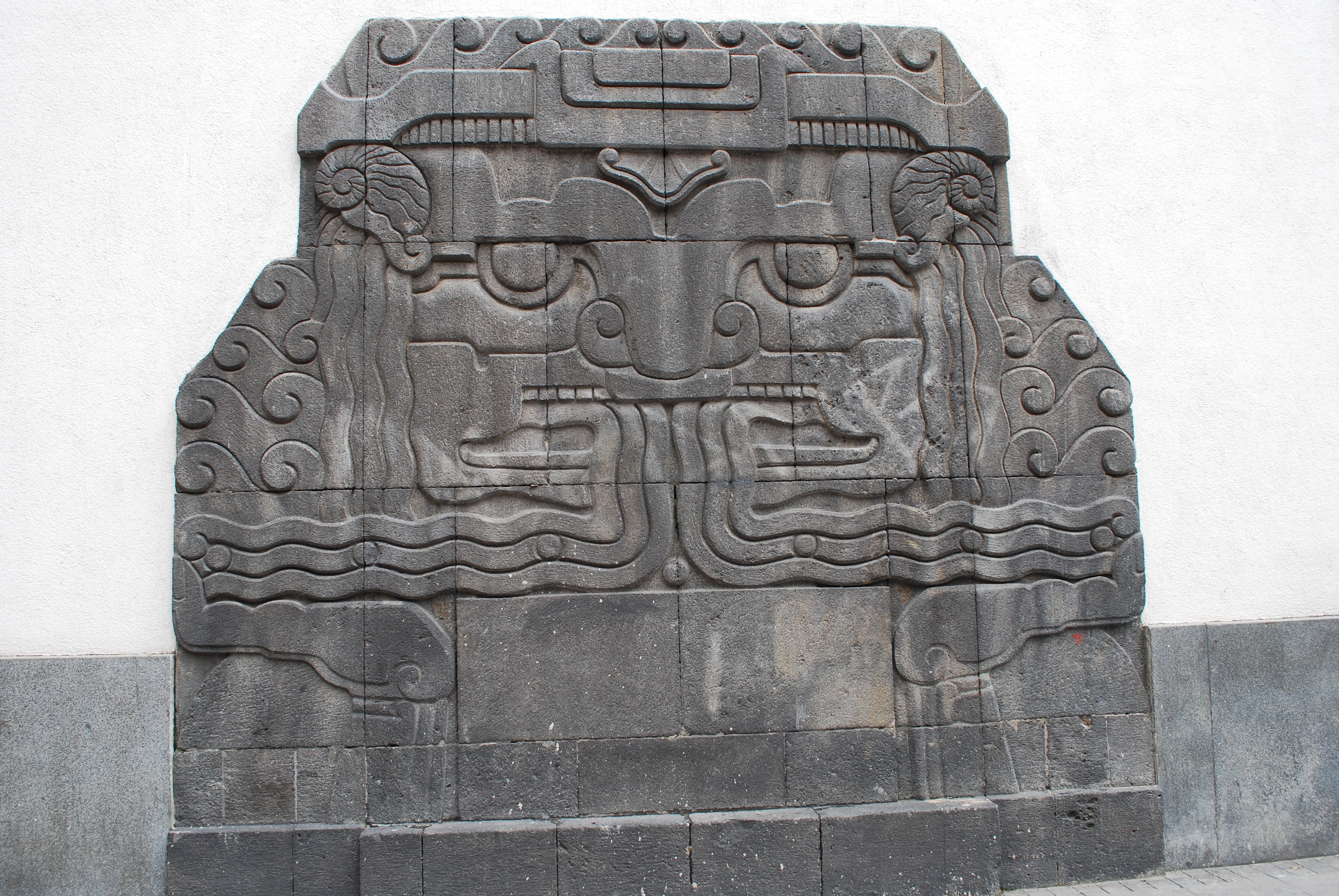
Relieve en el museo de arte popular
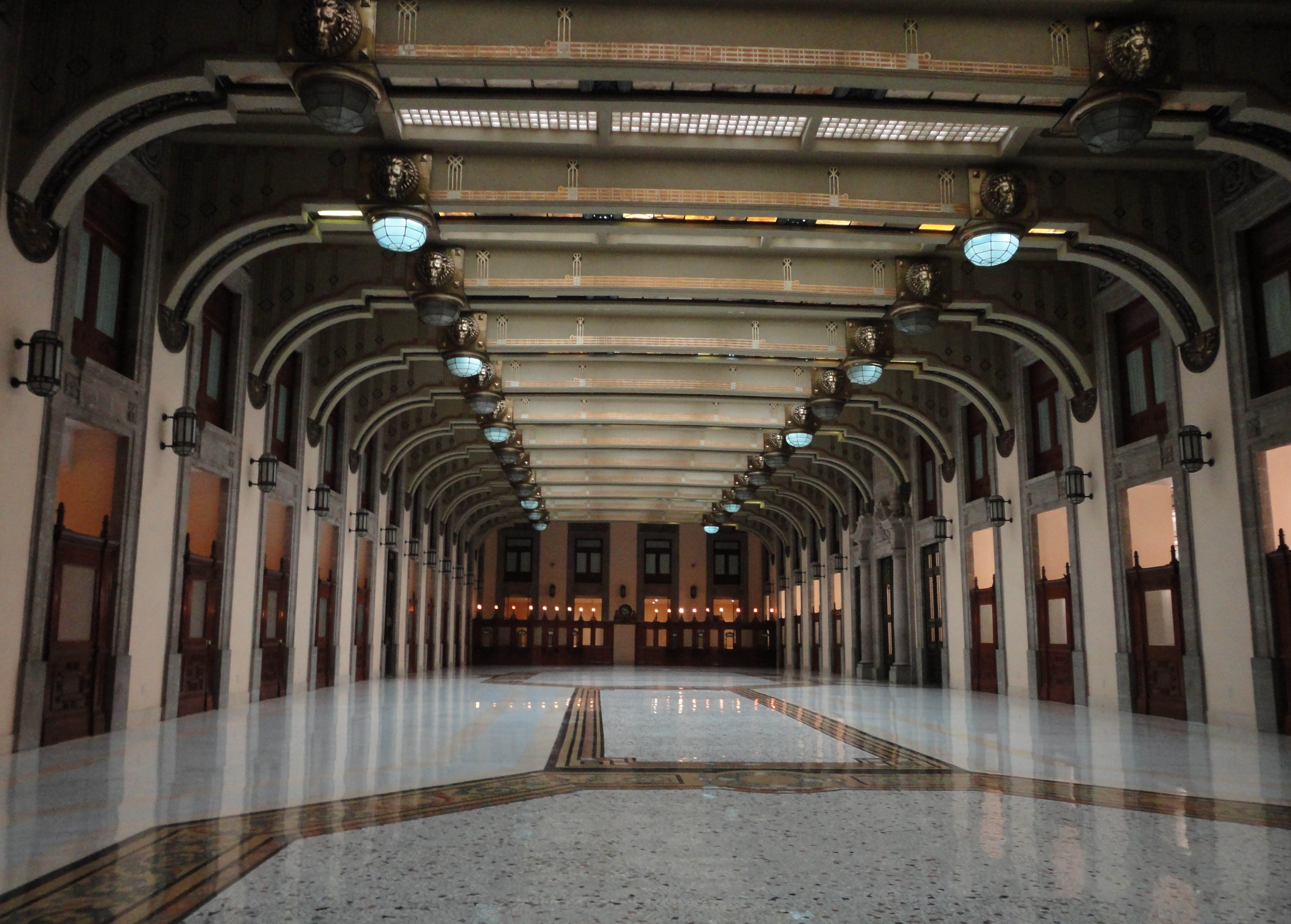
Tesorería General de la Federación